# 大花独蒜兰
大花独蒜兰（学名：Pleione grandiflora）为兰科独蒜兰属下的一个种。种名grandiflora意为“大花的”。